# Коробка для новорождённых
Коробка для новорождённых (фин. Äitiyspakkaus), также материнский пакет, детский пакет — набор вещей, необходимых для ухода за ребёнком, который в Финляндии предлагается каждой женщине перед тем, как она родит ребёнка. Специалисты отмечают, что благодаря этой коробке Финляндии удалось добиться высоких результатов в снижении младенческой смертности, и теперь и другие страны рассматривают возможность введения аналогичных коробок.

## История
Впервые коробки для младенцев были предложены только для малоимущих матерей в 1938 году, после принятия в 1937 году соответствующего закона. Таким образом правительство старалось решить проблемы снижения рождаемости и высокой младенческой смертности. Так, в 1930-е годы в Финляндии на 1000 новорождённых приходилось 65 смертей, в 2015 году этот показатель упал до 2,3 смерти и оказался самым низким в мире.
В 1949 году было принято решение, что коробку сможет получить каждая женщина, для этого было необходимо только посетить врача в первые четыре месяца беременности. Таким образом решался также вопрос врачебного наблюдения за беременными и младенцами.
За прошедшие десятилетия коробка для финнов стала не только традицией, но и своего рода обрядом посвящения в материнство.

## Состав предметов в коробке
С течением времени состав предметов в коробке менялся, поскольку специалисты подбирают наиболее актуальные и современные предметы. Например, сначала в коробки клали отрезы ткани, поскольку в первой половине XX века ещё было принято, чтобы женщины сами шили детскую одежду, но уже в 1950-е годы в коробке стала появляться готовая одежда. Материал тканей с развитием текстильной индустрии также менялся. Специалисты, отвечающие за разработку содержимого коробки, уделяют внимание и вопросам экологии: так, учитывая оценки экологов о негативном влиянии одноразовых подгузников на окружающую среду, с 2000 года вместо них в коробки кладут многоразовые подгузники.
Особое внимание при комплектовании коробки уделяется вопросам здоровья ребёнка. Специалисты обратили внимание на то, что родители обычно спят в одной кровати с младенцами, в то время как для младенцев рекомендуется спать на твёрдом плоском водонепроницаемом матраце на собственном спальном месте. Чтобы изменить практику, дизайн коробки разработали таким образом, чтобы она могла служить также и первым спальным местом малыша, а на дно коробки стали класть специально разработанный для этого матрац. Сейчас финские дети спят в коробке первые 3—4 месяца своей жизни.
Чтобы женщины выбирали кормление грудью, на определённом этапе было принято решение не класть в коробку детские бутылочки и соски.
Помимо состава, в разные годы меняется и цветовая гамма тканей в коробке. До середины 1970-х годов всё было преимущественно белым, сейчас каждый год подбирается новый оттенок нейтрального цвета, который подходил бы и для мальчиков, и для девочек.
Несмотря на то, что будущим матерям даётся выбор, взять коробку — или вместо неё получить выплату, которая на 2016 год составляет 140 евро, две трети выбирает коробку.

## Коробки для новорождённых в других странах
Опыт Финляндии начинают использовать и в других странах. При этом состав коробки учитывает местные особенности. Так, в ЮАР коробки делают из пластика, чтобы в них можно было купать ребёнка. В Индии в коробку кладут дополнительно москитную сетку и набор белья и медикаментов для родов и послеродового периода. В Канаде в дополнение к коробке предполагается онлайн-видеопрограмма от экспертов, которые расскажут об уходе за младенцами. С 2018 года такие же коробки выдают в Москве под названием "Наше Сокровище", а право на такую коробку могут получить все семьи, где хотя бы один из родителей имеет постоянную регистрацию в Москве. Иногородние родители также могут получить коробку, если малыш родился в одном из московских роддомов, но при условии оформления свидетельства о рождении ребенка в столице. Документ можно оформить в одном из офисов МФЦ в Москве, но наиболее удобно это сделать непосредственно в роддоме и там же получить подарок. С февраля 2020 года вместо коробки можно выбрать выплату в размере 20 000 рублей.